# Robert Detweiler
Robert Milan Detweiler (Centralia, 20 luglio 1930 – Orem, 8 dicembre 2003) è stato un canottiere statunitense.

## Palmarès

### Olimpiadi
- 1 medaglia:
  - 1 oro (Helsinki 1952 nell'otto)